# Posthalterei (Alexisbad)

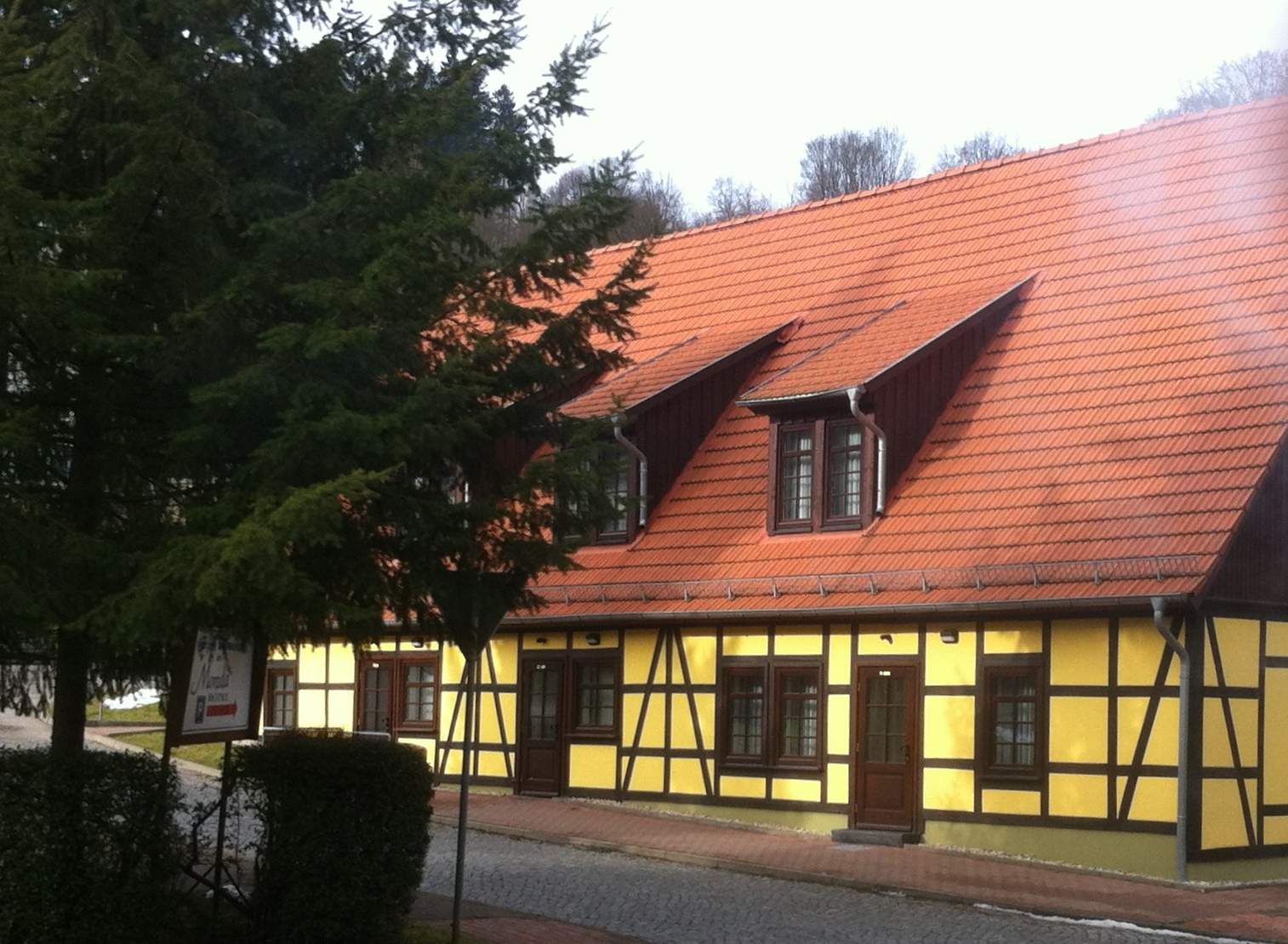
Posthalterei

Die Posthalterei ist ein denkmalgeschütztes Gebäude im zur Stadt Harzgerode in Sachsen-Anhalt gehörenden Ortsteil Alexisbad im Harz.

## Lage
Sie befindet sich im Selketal in der Ortsmitte von Alexisbad an der Adresse Kreisstraße 11. Im örtlichen Denkmalverzeichnis ist sie als Posthalterei eingetragen. Etwas weiter östlich des Gebäudes, auf der anderen Seite der Anlagen der Selketalbahn, fließt die Selke.

## Architektur und Geschichte
Das eingeschossige Fachwerkhaus wurde Anfang des 19. Jahrhunderts errichtet. Im Rahmen des sich damals in Alexisbad entwickelnden Kurbetriebes wurde das Haus als Poststation genutzt. Bedeckt ist der Bau von einem steilen Satteldach.